# لكناويين (بوعزاويين)
لكناويين هو دُوَّار يقع بجماعة مولاي بوعزة، إقليم خنيفرة، جهة بني ملال خنيفرة في المملكة المغربية. ينتمي الدوّار لمشيخة بوعزاويين التي تضم 4 دواوير. يقدر عدد سكانه بـ 637 نسمة حسب الإحصاء الرسمي للسكان والسكنى لسنة 2004.

## روابط خارجية
- البوابة الوطنية للجماعات الترابية نسخة محفوظة 12 مارس 2018 على موقع واي باك مشين.
- المندوبية السامية للتخطيط